# Mellicta lucifuga
Mellicta lucifuga är en fjärilsart som beskrevs av Hans Fruhstorfer 1917. Mellicta lucifuga ingår i släktet Mellicta och familjen praktfjärilar. Inga underarter finns listade i Catalogue of Life.